# ريتشارد هاتسون
ريتشارد هاتسون هو محامي وسياسي أمريكي، ولد في 9 يوليو 1748 في تشارلستون في الولايات المتحدة، وتوفي بنفس المكان في 12 أبريل 1795. انتخب عضو مجلس نواب كارولاينا الجنوبية ‏.